# Resource description framework
RDF (engl Resource description framework) je frejmvork za opisivanje Web resursa kao sto su titl, autor, promena datuma, sadržaj, informacije o autorskim pravima Web strane. RDF je stvoren da se čita i razume od strane kompjutera, a ne da se prikazuje ljudima. RDF/XML je definisan od strane W3C-a (World Wide Web Consortium). RDF/XML nam omogućava da predstavimo RDF graf u obliku XML dokumenta. RDF identifikuje stvari koristeći Web identifikatore (URI-e) i opisuje sredstva pomoću svojstva i vrednosti property-a.

## Uvod u RDF
Model RDF podataka obezbeđuje apstraktni, konceptualni okvir za definisanje i upotrebu metadata podataka. Konkretna sintaksa je od velikog značaja kada kreiramo i kasnije razmenjujemo metadatu. Specifikacija RDF koristi Extensible Markup Language [XML] enkoding kao sopstvenu sintaksu za razmenu podataka. Sintaksa upotrebljena u ovom dokumentu je proširena Bakus-Naur notacija izraza (Extended Backus-Naur Form ili skraćeno EBNF) notacije dokumenta specifikacije RDF-a, EBNF je ovde upotrebljena zbog ljudske čitljivosti koda. Sve sintaksne fleksibilnosti XML-a su takođe implicitno uključene kao na primer pravila razmaka pri pisanju koda, upotreba (') ili navodnika ("), osetljivost na mala i velika slova i slično.

### Graf
RDF graf sadrži čvorove i označene usmerene lukove koji povezuju parove čvorova. Sve ovo je predstavljeno kao skup RDF trojki gde svaka trojka sadrži čvor subjekat, predikat i čvor objekat. Čvorovi su: RDF URI reference, RDF literali ili su prazni čvorovi. Predikati su RDF URI reference i mogu biti interpretirani ili kao veza između dva čvora ili kao definisane vrednosti atributa za neke subjekte čvora.
Da bi kodirali graf u XML-u, čvorovi i predikati moraju biti predstavljeni preko XML termina - imena elementa, imena atributa, sadržaj elementa i vrednost atributa. RDF/XML koristi XML Qnames-ove koji su definisani u Namespace-ovima u okviru XML-a kako bi se predstavile RDF URI reference. Svi Qnames-ovi imaju ime namespace-a koje je URI referenca i kratko (skraćeno) ime.

## Dodatna literatura
- W3C's RDF at W3C Архивирано на веб-сајту  (25. јануар 2006): specifications, guides, and resources
- RDF Semantics: specification of semantics, and complete systems of inference rules for both RDF and RDFS

## Spoljašnje veze
- Resource description framework на веб-сајту  (језик: енглески)